# 알파이 외잘란
페흐미 알파이 외잘란(튀르키예어: Fehmi Alpay Özalan, 1973년 5월 29일 ~ )은 튀르키예 이즈미르 출신의 전 축구 선수로, 현재 축구 감독, 정치인이다. 2004년 K-리그의 인천 유나이티드에서 활약하였으며, K-리그에서 활동할 당시에는 알파이라는 이름으로 활약하였다.

## 축구인 경력

### 클럽 경력
1992년 튀르키예 쉬페르리그의 알타이 SK에서 프로 생활을 시작하였고, 그의 활약상은 튀르키예의 거대 클럽들의 이목을 집중사켰다. 1993년 튀르키예 쉬페르리그의 명문 클럽인 베식타시 JK로 이적하였고, 그곳에서 그는 6개월 동안 3장의 레드카드를 받아 리그 기록을 세우기도 하였다. 팀에서 6시즌동안 활약한 뒤 1999년 새 협상이 진전되지 않자, 처음에는 시르트 제트파스포르로 이적하려 하였으나, 곧바로 페네르바체에 임대되어 그곳에서 1시즌을 뛰었다.
그 뒤 UEFA 유로 2000에서 좋은 활약을 보인 뒤 2000년 1,050만 유로에 잉글랜드 프리미어리그의 애스턴 빌라로 이적하였고, 성공적인 첫 시즌을 보내 팀의 팬들의 사랑을 받게 되었으며, 아스널과 뉴캐슬 유나이티드의 관심을 받게 되었다. 2001년 올로프 멜베리가 애스턴 빌라로 이적하자, 알파이는 멜베리와 함께 유럽 무대에서 가장 조직적이고 견고한 중앙 수비 라인을 구축하였다. 하지만 그는 2001년 12월 레스터 시티와의 경기에서 발목 부상을 당하여 잔여 시즌에 출전하지 못하게 되었고, 2002년 FIFA 월드컵에 맞춰 복귀하게 되었다.
그는 2002년 FIFA 월드컵에서 눈부신 활약을 펼치며 FC 바르셀로나와 FC 인테르나치오날레 밀라노 등의 유럽 거대 클럽을 사로잡았고, 그는 이적을 원했으나 애스턴 빌라 FC의 감독인 그레엄 테일러는 이들의 이적 제의를 거절하였다. 그 뒤 2002-03 시즌 그는 부진한 활약을 보이게 되었고, 소속팀에서 가치가 없는 선수로 전락하였다. 2003-04 시즌이 시작되자, 그는 소속팀으로 돌아오게 되었다. 리그 첫 홈 경기인 찰턴 애슬레틱 FC와의 경기에서 그는 홈 팬들의 야유를 받게 되었고, 그 경기에 골을 성공시킨 뒤 홈 팬들을 향해 자신의 손가락을 입으로 갖다대어 조용히 하라는 듯한 세레모니를 하였다. 이후 그는 홈 팬들의 적이 되었고, 데이비드 베컴과의 충돌 이후에는 잉글랜드 공공의 적이 되었다. 결국 시즌이 끝난 뒤 계약이 만료되자, 그는 소속팀을 나오게 되었다.
SV 베르더 브레멘, 함부르크 SV, 보루시아 묀헨글라트바흐, 볼로냐 FC 1909 등의 여러 클럽이 그와의 계약을 원했지만, 이적 시장 기한이 지나버려 이적이 성사되지 못하였다. 그는 무적 신세로 머물고 싶지 않았고, 결국 2004년 K-리그의 인천 유나이티드에 입단하였다. 하지만 2004년 K-리그 개막전인 전북 현대 모터스와의 경기에서 에드밀손에게 태클을 가해 아킬레스건을 끊어 버리는 등 거친 매너를 보여주었으며, 잉글랜드 프리미어리그 출신의 세계적인 수비수라는 점을 내세워 팀 동료들과 잦은 마찰을 빚어, 6개월도 채 되지 않은 기간 동안 6경기 출전에 그친 채 120만 달러에 일본 J리그의 우라와 레드 다이아몬즈로 이적하였다. 첫 시즌에는 '올 시즌 최고의 수비수'에 선정되는 등 좋은 활약을 펼쳤지만, 그 다음 시즌에는 7경기에서 6번의 옐로카드와 3번의 레드카드를 받는 등 거친 플레이를 일삼아 팀에 재앙을 불러일으켰고, 이러한 문제 때문에 팀은 알파이와의 계약을 파기하였다.
2005년 알파이는 국가대표팀으로 복귀하기를 희망하였고, 그 일환으로 독일 분데스리가의 1. FC 쾰른과 1년 계약을 체결하였다. 시즌이 끝난 뒤 1. FC 쾰른는 강등되었고, 맨체스터 시티 FC, 포츠머스 FC, 셀틱 FC, 갈라타사라이 SK, 베식타시 JK가 그에게 관심을 보였다. 알파이는 계속 팀에 남아 팀에 충성을 맹세하였지만, 그의 결정은 그의 가족들에게 계속적으로 좋지 않은 영향을 끼쳤다. 그는 2005년 12월 4일 함부르크 SV와의 리그 경기에서 기 드멜의 팔꿈치로 가격하여 경기 후 4경기 출장 정지의 징계를 받기도 하였으며, 2007-08 시즌이 끝난 뒤 계약이 만료되자, 그는 은퇴를 선언하였다.

### 국가대표 경력
1995년 2월 15일 이즈미르에서 열린 루마니아와의 친선경기에서 튀르키예 국가대표팀에 데뷔하였고, 1995년 6월 4일 토론토에서 열린 캐나다와의 친선경기에서 A매치 첫 득점을 올렸다. 그는 UEFA 유로 1996, UEFA 유로 2000에 참가하였으며, 2001년 6월 6일 부르사에서 열린 마케도니아와의 2002년 FIFA 월드컵 예선에서 해트트릭을 기록하기도 하였다. 그 뒤 2002년 FIFA 월드컵에서 조별리그 첫 경기인 브라질전과 토너먼트 전 경기에서 핵심 수비수로 활약했으며, 팀이 3위를 차지하는 데 크게 기여하면서 '대회 올스타 팀'에 선정되었다. 특히 일본과의 16강전에서는 공식 맨 오브 더 매치에 선정되기도 했다. 이후 2003년 FIFA 컨페더레이션스컵에서도 좋은 활약을 보이며, 팀이 3위를 차지하는 데 공헌하였다.
그는 2004년 6월 2일과 2004년 6월 5일 서울특별시와 대구광역시에서 열린 대한민국과의 두 차례의 친선경기에서 국가대표팀에 소집되었지만, 여러 이유로 거절하여 명단에서 제외되기도 하였다.
그는 2005년 11월 16일 이스탄불에서 열린 스위스와의 2006년 FIFA 월드컵 예선 2차전에서 튀르키예가 4-2로 승리하였지만 1, 2차전 합계 결과 플레이오프에서 탈락하게 되자, 튀르키예 선수들이 일으킨 난투극에 휘말려 FIFA로부터 A매치 6경기 출장 정지와 1만 5천 스위스 프랑의 벌금을 부과받는 징계를 받았고, 이후 국가대표팀에 소집되지 못하였다.

## 플레이 스타일
188cm의 듬직한 체구에 제공권 장악력이 뛰어나며, 투지 넘치는 몸싸움과 상대 공격수보다 한 수 먼저 읽는 수비로 상대 공격을 확실히 끊어준다. 강력한 대인마크와 거친 태클, 조직적인 수비에 능한 점 또한 알파이의 장점 중 하나이다.
하지만 쉽게 흥분을 하는 성격과 거친 말투로 인하여 종종 레드카드를 받기도 하며, 순간적으로 공간을 내주는 등 잔실수를 보이기도 한다.

## 그 외
외잘란은 다혈질적인 성격과 거친 플레이로 인하여, 최종 수비수로서 팀의 패배와 직결되는 여러 번의 불운한 반칙을 저지르기도 하였다. 2000년 6월 24일 암스테르담에서 열린 포르투갈과의 UEFA 유로 2000 8강전에서 페르난두 쿠투에게 주먹질을 하여 퇴장당하였고, 팀은 0-2로 패하였다. 2002년 6월 3일 울산광역시에서 열린 브라질과의 2002년 FIFA 월드컵 조별 예선 첫 경기에서는 루이장의 유니폼을 잡고 늘어져 넘어뜨려 페널티킥을 허용하였고, 팀은 1-2로 패하였다. 2003년 10월 11일 이스탄불에서 열린 잉글랜드와의 UEFA 유로 2004 예선에서는 페널티킥을 실축한 데이비드 베컴을 노려보며 그의 귓가에 대고 모옥적인 말을 하였고, 하프타임 때 손가락으로 그의 얼굴을 찌르기도 하였다.
2004년 6월 3일 K-리그의 인천 유나이티드에서 J리그의 우라와 레드 다이아몬즈로 이적한 뒤 가진 현지 언론과의 인터뷰에서 K-리그를 폄훼하는 발언을 하여, 축구팬들 사이에 논란을 일으키기도 하였다.

## 기록

### 클럽 경력 기록
마지막 업데이트: 2009년 1월 1일
| 시즌    | 팀                     | 리그     | 등급 | 경기 | 골 |
| ------- | ---------------------- | -------- | ---- | ---- | -- |
| 1992-93 | 알타이 SK              | 튀르키예 | 1    | 23   | 1  |
| 1993-94 | 베식타시 JK            | 튀르키예 | 1    | 10   | 1  |
| 1994-95 | 베식타시 JK            | 튀르키예 | 1    | 29   | 3  |
| 1995-96 | 베식타시 JK            | 튀르키예 | 1    | 31   | 2  |
| 1996-97 | 베식타시 JK            | 튀르키예 | 1    | 25   | 3  |
| 1997-98 | 베식타시 JK            | 튀르키예 | 1    | 26   | 1  |
| 1998-99 | 베식타시 JK            | 튀르키예 | 1    | 27   | 0  |
| 1999-00 | 페네르바체 SK          | 튀르키예 | 1    | 29   | 3  |
| 2000-01 | 애스턴 빌라 FC         | 잉글랜드 | 1    | 33   | 0  |
| 2001-02 | 애스턴 빌라 FC         | 잉글랜드 | 1    | 14   | 0  |
| 2002-03 | 애스턴 빌라 FC         | 잉글랜드 | 1    | 5    | 0  |
| 2003-04 | 애스턴 빌라 FC         | 잉글랜드 | 1    | 5    | 1  |
| 2004    | 인천 유나이티드        | 대한민국 | 1    | 8    | 0  |
| 2004    | 우라와 레드 다이아몬즈 | 일본     | 1    | 10   | 0  |
| 2005    | 우라와 레드 다이아몬즈 | 일본     | 1    | 3    | 0  |
| 2005-06 | 1. FC 쾰른             | 독일     | 1    | 21   | 1  |
| 2006-07 | 1. FC 쾰른             | 독일     | 2    | 27   | 0  |
| 2007-08 | 1. FC 쾰른             | 독일     | 2    | 0    | 0  |

### 국가대표팀 득점 기록
마지막 업데이트: 2009년 1월 1일
득점과 결과 리스트는 튀르키예 축구 국가대표팀의 득점을 먼저 기록하였다.
| # | 일시           | 장소             | 상대 국가         | 득점 | 결과 | 경기 형식                    |
| - | -------------- | ---------------- | ----------------- | ---- | ---- | ---------------------------- |
| 1 | 1995년 6월 4일 | 캐나다, 토론토   | 캐나다            | 1-0  | 3-1  | 친선경기                     |
| 2 | 2001년 6월 6일 | 튀르키예, 부르사 | 마케도니아 공화국 | 1-2  | 3-3  | 2002년 FIFA 월드컵 지역 예선 |
| 3 | 2001년 6월 6일 | 튀르키예, 부르사 | 마케도니아 공화국 | 2-2  | 3-3  | 2002년 FIFA 월드컵 지역 예선 |
| 4 | 2001년 6월 6일 | 튀르키예, 부르사 | 마케도니아 공화국 | 3-3  | 3-3  | 2002년 FIFA 월드컵 지역 예선 |

## 수상

### 클럽

#### 베식타시 JK
- 쉬페르리그 우승 1회 : 1994-95 시즌
- 튀르키예 쿠파스 우승 1회 : 1993-94 시즌, 1997-98 시즌

#### 우라와 레드 다이아몬즈
- 천황배 전일본 축구 선수권 대회 우승 1회 : 2005년

### 개인
- 2002년 FIFA 월드컵 16강전 맨 오브 더 매치 (vs 일본)
- 2002년 FIFA 월드컵 올스타팀
- 2004년 J리그 올해의 수비수

### 국가대표팀
- 2002년 FIFA 월드컵 3위
- 2003년 FIFA 컨페더레이션스컵 3위